# Neoathyreus acutus
Neoathyreus acutus är en skalbaggsart som beskrevs av Henry Fuller Howden 1985. Neoathyreus acutus ingår i släktet Neoathyreus och familjen Bolboceratidae. Inga underarter finns listade i Catalogue of Life.